# 第五共和國 (大韓民國)
第五共和國（：／），是大韓民國於1981年至1988年間存在的歷史政權。

## 歷史
1979年10月26日，韓國總統朴正熙遭暗殺身亡後，時任國務總理崔圭夏繼任總統，不久國軍保安司令官全斗煥少將發動雙十二政變，全面掌握國家的軍政大權，崔圭夏其後被迫下台。1981年，韓國進入第五共和國時期，全斗煥展開其單一的七年總統任期。
1987年6月，韩国爆发大规模的六月民主运动。事後不久，時任總統全斗煥欽點的接班人兼總統候選人盧泰愚於6月29日宣布釋放包括反對黨領袖金大中在內的所有政治異見人士。盧泰愚同時宣布將會舉行公民投票修改《大韓民國憲法》，恢復總統和國會的直接選舉。10月27日，韩国国会通过了第六共和国宪法，建立第六共和国。12月19日，盧泰愚成為韓國真正意義上首位民選的總統。六月民主运动被視為韓國民主發展的重要里程碑。1988年2月25日，盧泰愚正式接替全斗煥出任第十三任大韓民國總統，第五共和國結束，同時亦結束韓國近四十年的軍事獨裁統治，第六共和國成立，韓國正式展開民主化時期。

## 外交

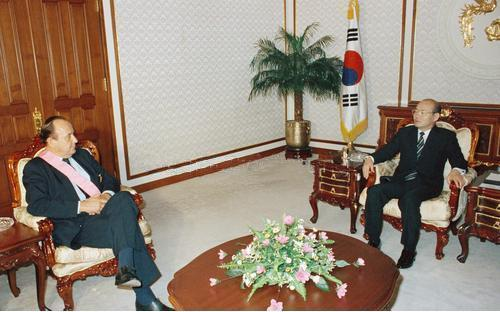
全斗焕接見访韩的西德外长汉斯-迪特里希·根舍

1981年，韩国取得1988年奥运会举办权后，开始谋求与中华人民共和国和苏联改善关系。1983年5月发生中国民航客机被劫持到韩国事件后，全斗焕政府顶住中华民国的压力，对还未建交的中华人民共和国政府释放善意信号。1983年9月苏联击落韩国KAL007客机事件后，韩苏关系一度中断。但1985年戈尔巴乔夫出任苏联共产党中央委员会总书记后，双边关系开始缓和。:234-235
全斗焕重视与西方国家的外交关系。执政期间他相继出访加拿大、法国、西德等韩国传统友好国家。与此同时，全斗焕政府还积极发展与世界其他国家的外交关系，除了出访印度尼西亚、马来西亚、菲律宾、新加坡、泰国的东盟五国外，他还于1982年8月出访了肯尼亚、加蓬、尼日利亚、塞内加尔的非洲四国，以扩大韩国的影响力，压制朝鲜在国际社会中的空间。1980年6月18日，韩国与阿拉伯联合酋长国正式建立外交关系，从而使韩国在中东地区的建交国数量超过朝鲜。与世界第三大产油国的建交也为韩国经济的发展提供了石油保障。在联合国“韩国问题”一贯保持中立的阿拉伯国家，此后开始在联合国支持韩国的立场。:235